# 楊格冰川
78°4′S 84°49′W / 78.067°S 84.817°W

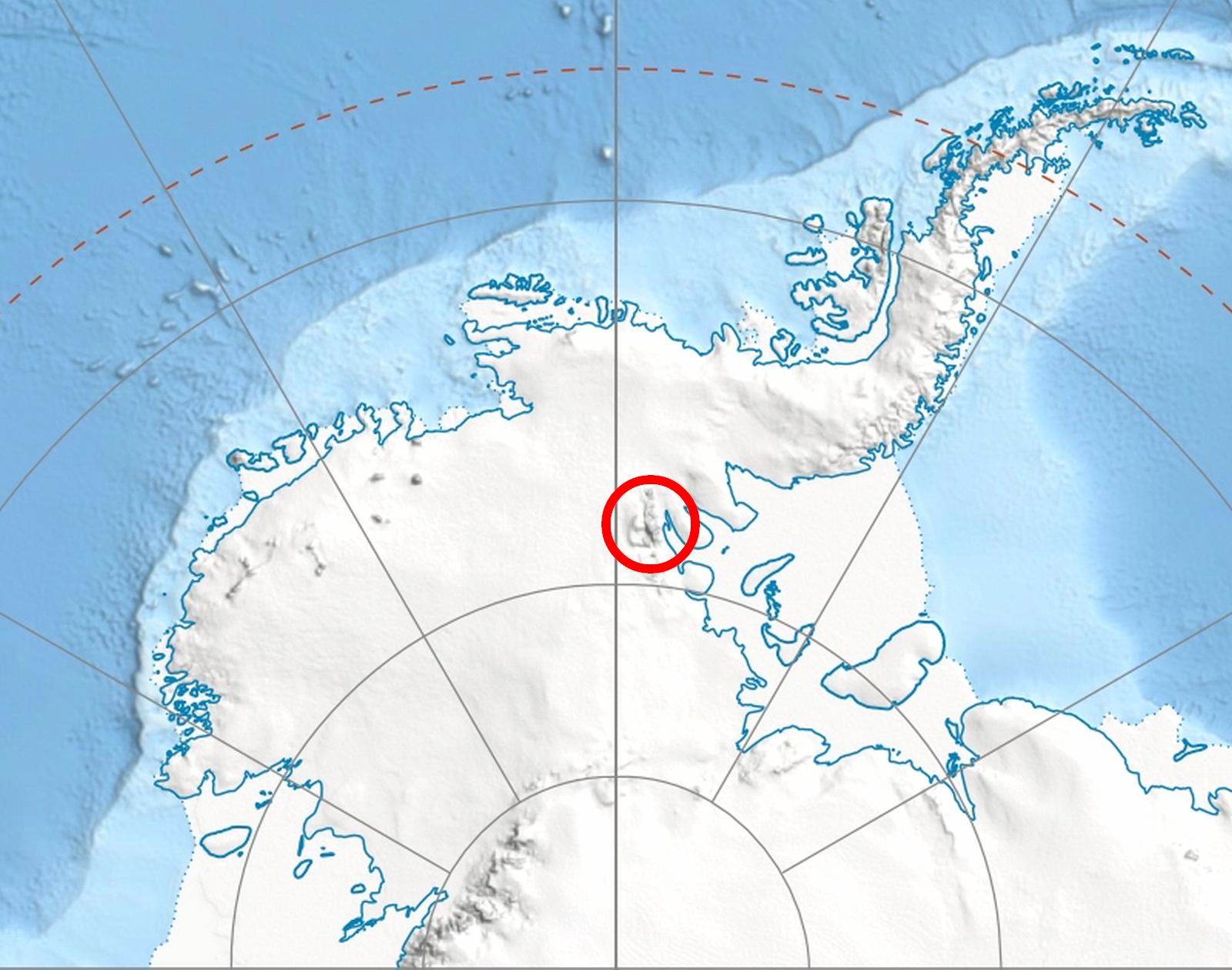

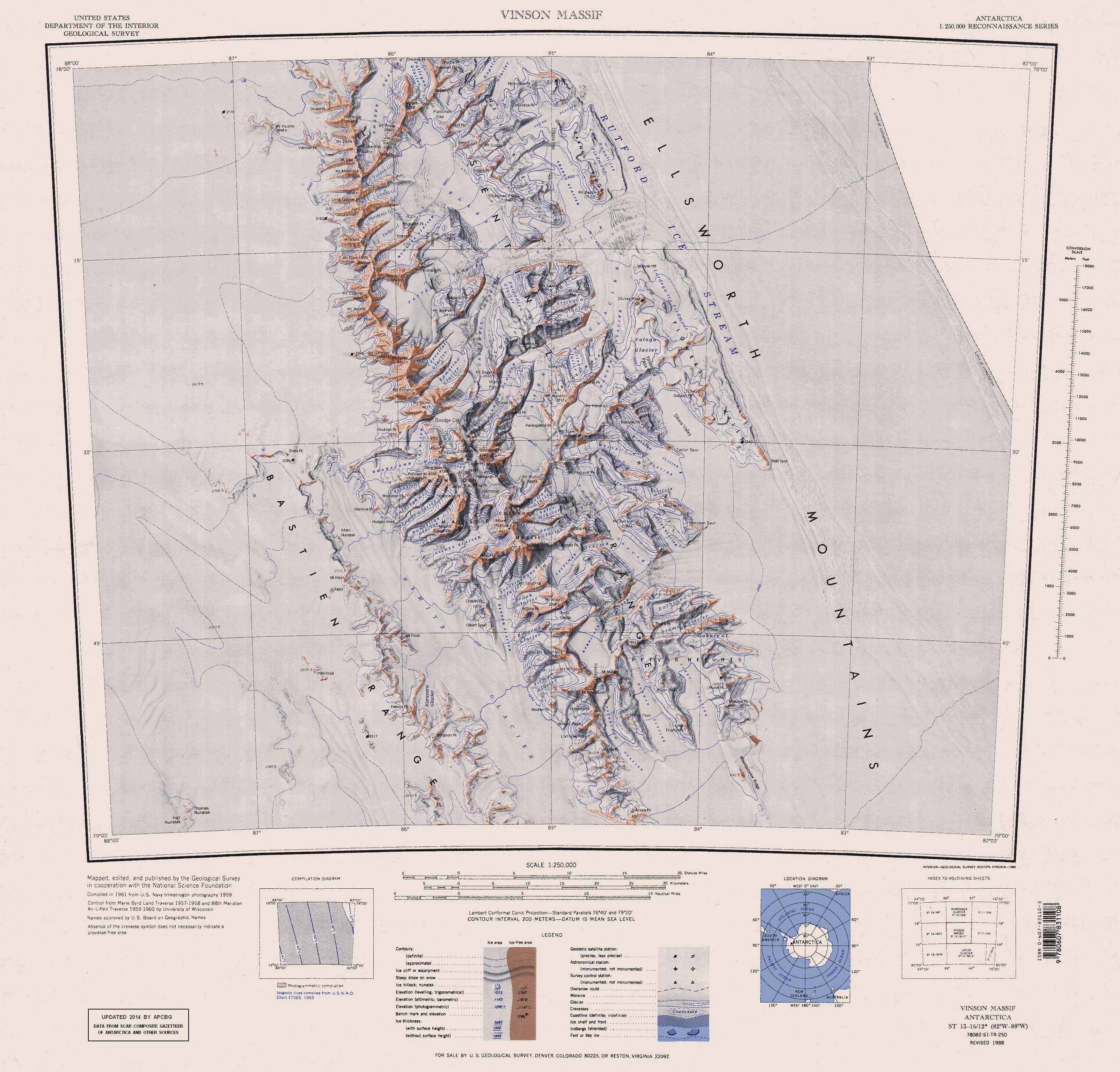

楊格冰川是南極洲的冰川，位於埃爾斯沃思地，屬於埃爾斯沃思山脈中森蒂納爾嶺的一部分，處於巴恩斯嶺北端，全長13公里，根據美國地質調查局的測量和美國海軍的空中照片被繪入地圖。